# Mitella prostrata
Mitella prostrata är en stenbräckeväxtart som beskrevs av André Michaux. Mitella prostrata ingår i släktet Mitella och familjen stenbräckeväxter. Inga underarter finns listade i Catalogue of Life.